# Ducula myristicivora
Ducula myristicivora là một loài chim trong họ Columbidae.